# Sinomphisa
Sinomphisa là một chi bướm đêm thuộc họ Crambidae.

## Các loài
- Sinomphisa jeannelalis (Marion & Viette, 1956)
- Sinomphisa junctilinealis (Hampson, 1918)
- Sinomphisa plagialis (Wileman, 1911)